# Манько Михайло Олександрович
Манько́ Миха́йло Олекса́ндрович (18 вересня 1948, с. Карпилівка, Сарненський р-н, Рівненська обл.) — педагог, історик, громадський діяч, краєзнавець.

## Життєпис
Михайло Олександрович Манько народився на Рівненщині у сім'ї уродженців села Межиріч (з 2020 р. Сумського району) Сумської області Олександра Купріяновича Манька та його дружини Галини Тимофіївни.
У 1957 році разом з бабусею Єлизаветою Василівною Манько переїхав до Межиріча. Навчаючись у середній школі, захопився краєзнавством, у п'ятому класі організував краєзнавчу пошукову групу «Зірка». Під час навчання у Маловорожбянському сільськогосподарському професійно-технічному училищі № 6 (1966—1967) був керівником молодіжної пошукової краєзнавчої групи, а з червня 1967 р. — комісаром краєзнавчого походу «Слідами героїв, слідами батьків», в якому пошуковці представляли Сумщину на всесоюзному конкурсі.
Після закінчення ПТУ працював трактористом у межирічському колгоспі «Червона Україна».
У 1968 році переїхав до міста Суми, працював на різних підприємствах, у 1982 році поступив на історичний факультет Сумського педагогічного інституту ім. А. С. Макаренка (з 1999 р. — Сумський державний педагогічний університет ім. А. С. Макаренка).
У 1987—2006 рр. працював вчителем історії у сумських середніх школах № 8 та № 7, вів там краєзнавчі гуртки, вихованці яких виборювали призові міста на обласних і всеукраїнських олімпіадах.
З серпня 1989 р. — старший викладач історії України кафедри історії СРСР (пізніше — кафедри історії України), завідувач музею історії Сумського державного педагогічного університету ім. А. С. Макаренка (2010—2012 рр.).
Був керівником обласної делегації на святкуванні 500-річчя українського козацтва в Запорозькій Січі (1990—1991 рр.), організатором перших свят пам'яті останнього кошового отамана Запорозької Січі П. Калнишевського (1990—1993 рр.) та 350-річчя козацького села Межиріч.
З 1980-х років друкував статті та краєзнавчі розвідки у сумських обласних газетах «Ленінська правда», «Червоний промінь», пізніше — місцевих газетах «Сумщина», «Ярмарок», «Панорама». Деякі з цих публікацій лягли в основу книг про історію Сум та мешканців міста.
Протягом багатьох років М. О. Манько збирав матеріали для своїх майбутніх публікацій. Його особиста бібліотека налічує понад 20 тисяч книг, архівних документів, фоторепродукцій, листівок, описів з приватних колекцій. Так, історик знайшов і дослідив родинні документи сучасників та нащадків Раєвських-Смирнових і Архангельських-Лащенків та ввів частину із них у науковий обіг у своїй книзі «Дигести епістолярію з архіву М. Ф. Раєвського».
Багато уваги науковець приділяє дослідженню історії своєї «малої батьківщини» — давнього слобожанського козацького села Межиріч — та його жителів.
Михайло Манько підтримує зв'язки з нащадками багатьох уродженців Сумщини, які мешкають нині у різних куточках світу, листується з ними, обмінюється документами і матеріалами, що стають у нагоді при написанні нових краєзнавчих розвідок.
Ряд публікацій науковець присвятив історії національних громад Сумщини: азербайджанської, вірменської, грецької, польської тощо.

## Громадська робота
З 1982 р. — голова Сумського обласного історико-краєзнавчого товариства «Спадщина», з 1990 р. по 2016 р. — член правління Всеукраїнської спілки краєзнавців (нині Національна спілка краєзнавців України).
У 1990—1994 рр. — депутат Сумської обласної ради.
Член Всеукраїнського товариства «Просвіта» імені Тараса Шевченка (до 2016 р.) та Сумського козацького товариства.

## Відзнаки
За краєзнавчу та викладацько-виховну роботу відзначений нагородним знаком «За бездоганну працю» (2005), Грамотою з нагородним хрестом «Подяка міського голови» (2006).
Нагороджений Почесною відзнакою Сумської міської ради «За заслуги перед містом» ІІІ, ІІ та І ступенів (2008, 2009, 2014 рр.).
За волю, мужність та особистий внесок у розбудову України та українського козацтва удостоєний ордена Івана Богуна (2008).
За особливий внесок у боротьбу за незалежність України та з нагоди 20-ї річниці Народного Руху України за Перебудову відзначений Подякою Президента України (2009).
За заслуги з відродження духовності в Україні та утвердження Помісної Української Православної Церкви нагороджений орденом Архистратига Михаїла (2011) і святих Кирила та Мефодія (2014).
2023 року нагороджений медаллю Православної Церкви України «Хрест Свободи».

## Вибрані праці

### Окремі видання
- Слідами твору О. В. Духновича / М. О. Манько. — Суми, 1997. — 92 с. — ISBN 966-566-043-8.
- Ми — сумчани! : експерим. навч. посіб. для 3 кл. початк. шк. / Г. Г. Леонтьєва, М. О. Манько, Т. О. Пушкарьова. — Суми: Слобожанщина, 1999. — 68 с. — ISBN 966-535-227-X.
- Дигести епістолярію з архіву М. Ф. Раєвського / М. О. Манько. — Вид. 2-е, доп. — Суми: ВВП «Мрія-1» ЛТД, 2004. — 206 с. — ISBN 966-566-254-6
- Наша Сумщина: [навч. вид.] / М. О. Манько, Г. Г. Леонтьєва, Т. О. Пушкарьова. — Суми: Антей, 2006. — ISBN 966-8874-21-8
- Суми та сумчани у документах сучасників. Кн. 1 : (1655—1919) / М. О. Манько. — Вид. 2-е, доп. — Суми: ВВП «Мрія», 2007. — 441 с. : фот. — ISBN 978-966-566-357-7.
- Суми та сумчани у документах сучасників. Кн. 2 : (1655—2008) / М. О. Манько  — Суми: ВВП «Мрія-1» ТОВ, 2008. — 436 с. : фот. — ISBN 978-966-566-406-2.
- Суми та сумчани у документах сучасників. Кн. 3 : (1655—2010) / М. О. Манько. — Суми: ВВП «Мрія-1» ТОВ, 2007. — 516 с. : фот. — ISBN 978-966-566-475-8.
- Межиріцькі сповіді: іст. роман-хроніка в новелах / М. О. Манько. — Суми: ВВП «Мрія», 2012. — 238 с. — ISBN 978-966-566-550-2.
- Межиріцький православний календар: з історичного роману-хроніки в новелах «Межиріцькі сповіді» / М. О. Манько. — Суми: ВВП «Мрія-1» ТОВ, 2019. — 190 с. : іл. — ISBN 978-966-566-727-8.
- Акціонерне товариство «Сумбуд»: минуле, сьогодні, майбутнє: іст.-краєзнав. нарис / М. О. Манько. — Суми: ВВП «Мрія», 2020. — 436 с. : фот. — ISBN 978-966-473-277-9.
- Межиріцькі сповіді: історичний роман-хроніка в новелах: у 2-х кн. / М. О. Манько. — 2-е вид, доп. — Суми: Мрія, 2022.

### Статті
- Сумський слід грецького поета [Георгія Костоправа] / Михайло Манько // Ярмарок. — 2013. — № 45. — С. 3 : фот.
- Культура та освіта у період окупації м. Суми у 1941—1943 рр. / Михайло Манько // Ярмарок. — 2014. — № 2 ; 3 ; 4 ; 5 ; 6. — С.4 :фот.
- Олександрівська гімназія / Михайло Манько // Ярмарок. — 2014. — № 12. — С. 4 :фот.
- Лебединські світлини початку ХХ століття / Михайло Манько // Ярмарок. — 2014. — № 29 ; 30. — С. 4 : фот.
- Сумський рух опору проти німецької окупації в 1941—1943 роках / Михайло Манько // Ярмарок. — 2014. — № 38 ; 39 ; 40 ; 41; 42 ; 43 ; 44 ; 45 ; 46. — С.4 : фот.
- Виникнення та діяльність українських організацій у Сумах (1904—1920-ті та 1941—1943 роки) / Михайло Манько // Ярмарок. — 2016. — № 27 ; 28 ; 29. — С. 4 : фот.
- Чеська діаспора у місті Суми та Сумському повіті / Михайло Манько // Ярмарок. — 2016. — № 39 ; 40 ; 41.  — С. 4 : фот.
- Греки в Сумах / Михайло Манько // Ярмарок. — 2016. — № 47 ; 48 ; 49. — С. 4 : фот.

## Сім'я
- Дружина (з 1972) — Манько Ольга Григорівна (нар. 22 серпня 1953)
- Донька — Приходько Оксана Михайлівна (нар. 8 січня 1973) — вчителька історії та права, яка пішла по стопам батька.
- Зять — Приходько Олександр Васильович (нар. 19 березня 1975)
- Онука — Приходько Іванна Олександрівна (нар. 26 січня 2008)